# Varpupää
Varpupää är en kulle i Finland.   Den ligger i den ekonomiska regionen Norra Lappland och landskapet Lappland, i den norra delen av landet, 900 km norr om huvudstaden Helsingfors. Toppen på Varpupää är 385 meter över havet, eller 95 meter över den omgivande terrängen. Bredden vid basen är 2,4 km.
Terrängen runt Varpupää är huvudsakligen platt.  Trakten runt Varpupää är nära nog obefolkad, med mindre än två invånare per kvadratkilometer. Det finns inga samhällen i närheten. 